# 爆笑ヒット大進撃!!
『爆笑ヒット大進撃!!』（ばくしょうヒットだいしんげき）は、1980年10月18日から1981年9月19日まで日本テレビ系列で放送されていた日本テレビ製作の演芸番組である。全33回。放送時間は毎週土曜 19時30分 - 20時54分（日本標準時）。

## 概要
漫才ブームの最中に放送されていた公開形式の演芸番組。司会は、当時『笑点』の司会も任されていた三波伸介が務めていた。1979年3月まで放送した『新・エースをねらえ!』、『全日本プロレス中継』以来1年半ぶりにレギュラー編成が復活した。
番組開始当初は当時の漫才ブームに乗って同年の10月期の新番組の視聴率はTBSの『3年B組金八先生』に次いで高かった。
番組には当時の漫才ブームを代表するコンビが多数出演したが、1981年4月からフジテレビが『決定!土曜特集・オレたちひょうきん族』（特番時代の『オレたちひょうきん族』）をプロ野球ナイター中継土曜20時台の雨傘番組にしていたことにより、以後彼らは番組前半の19時台のみに出演するようになった。
収録は主に首都圏の公会堂で行われていたが、第30回（1981年7月4日放送分）は屋外のプールで収録された。またこの回では、通常の演芸のほかに『オールスター紅白水泳大会』風のゲーム合戦も行われた。
番組は、日本テレビがナイター中継を行う日には放送を見送られた。特に7月から8月にかけては、8週間も休止せざるを得なかった。また最終回は、ナイター中継の9月26日放送分の雨傘番組にされた。当日には試合が予定通りに行われたことから当該回は放送されず、9月19日放送分が番組最後の放送となった。
2021年現在、衛星波の再放送、映像ソフトの販売、動画配信サイトの配信は今のところいずれも予定はない。

## コーナー
今週の爆笑ヒット5
毎回5組の漫才師が登場し、芸を披露するコーナー。
スター誕生
新鋭お笑い芸人が登場し、芸を披露。同じく日本テレビで放送されていた同名番組との関連性は特に無い。
かけあい放談
各界の重鎮たちが登場し、トークをするコーナー。
美女の質問箱
毎回登場する女性ゲストと三波によるトークコーナー。
ラブハンター
この番組唯一の視聴者参加型コーナーで、1回ごとに男性と女性の立場が入れ替わる。まず一般出場者1人が画面（または客席）向かって左の席に座り、仕切りを挟んでその恋人候補の一般出場者4人が向かって右に座った。左の出場者は右の恋人候補に対して様々な質問を出し、恋人候補はそれに答えていた。時間が来たら仕切りを閉じた状態で気に入った恋人候補1人を決め、仕切りを外した上で気に入った恋人候補と思う1人の頬にキスをした。正解すると、ハワイ旅行等がプレゼントされた。

## 出演者

### 今週の爆笑ヒット5&スター誕生
- 横山やすし・西川きよし
- B&B
- ツービート
- 春やすこ・けいこ
- 島田紳助・松本竜介
- レツゴー三匹
- ラッキー7
- 西川のりお・上方よしお
- おぼん・こぼん
- チャンバラトリオ
- ゆーとぴあ
- コント赤信号
- 明石家さんま
- 小柳トム（後のBro.TOM）
- 九十九一
- コロッケ
- ザ・ぼんち
- 今いくよ・くるよ
- アゴ&キンゾー

### かけあい放談
- 桂枝雀
- 立川談志
- コロムビア・トップ
- 笑福亭仁鶴
- 石原慎太郎

### 美女の質問箱
- 司葉子
- 浜美枝
- 寺島純子（後の富司純子）
- 研ナオコ
- 沢田亜矢子
- 大場久美子
- 岩崎宏美
- 三沢あけみ
- 川中美幸

## 放送リスト
| 回 | 放送日          | サブタイトル                           | 備考                                                          |
| -- | --------------- | -------------------------------------- | ------------------------------------------------------------- |
| 1  | 1980年 10月18日 | 漫才ブーム必笑仕掛人大競演!!           |                                                               |
| 2  | 10月25日        | 漫才大フィーバーB&B3000人を突破        |                                                               |
| 3  | 11月1日         | 絶好調ツービート沖縄を笑撃!!           |                                                               |
| 4  | 11月8日         | 独占!! ただ今大受け傑作漫才特集        |                                                               |
| 5  | 11月15日        | 激突!! 体当たり漫才大競演              |                                                               |
| 6  | 11月22日        | 必笑!! 特選漫才ぶっ続け                |                                                               |
| 7  | 11月29日        | 絶好調ヒット漫才茶の間を笑撃           |                                                               |
| 8  | 12月6日         | 笑いっ放し90分!! ズラリ特選漫才        |                                                               |
| 9  | 12月13日        | 熱狂!! 笑いのKO仕掛人大競演!!          |                                                               |
| 10 | 12月20日        | 抱腹絶倒!! ナウ・ヒット・漫才特選      |                                                               |
| 11 | 12月27日        | 激笑ブーム1980年笑いの総決算!!         |                                                               |
| 12 | 1981年 1月10日  | 秘密兵器!? 81年必笑仕掛人総登場        |                                                               |
| 13 | 1月17日         | 特選ニュー漫才!! 81年爆笑決定版        |                                                               |
| 14 | 1月24日         | 話題独占!! ナウ・ヒット漫才特選        |                                                               |
| 15 | 1月31日         | 絶好調バカウケ漫才笑いの激突!!         |                                                               |
| 16 | 2月7日          | 漫才フィーバー!! 爆笑突撃4元中継       |                                                               |
| 17 | 2月14日         | 笑いの決闘!! 大当りギャグ漫才競演      |                                                               |
| 18 | 2月21日         | 突撃!! 絶好調ホンネ漫才の競演          |                                                               |
| 19 | 2月28日         | ライバル激闘!! B&B対ザ・ぼんち         |                                                               |
| 20 | 3月7日          | 春一番!! ナウ・ヒット漫才 茶の間直撃   |                                                               |
| 21 | 3月14日         | 特選ギャグ漫才!! 必笑仕掛人ズラリ登場  |                                                               |
| 22 | 3月21日         | B&Bが広島カープキャンプへ殴り込み      |                                                               |
| 23 | 3月28日         | 笑撃!! ザ・ぼんち歌手廃業!? 漫才で勝負 |                                                               |
| 24 | 4月4日          | 独占特番!! 爆笑2大企画一挙放出         |                                                               |
| 25 | 5月2日          | ギャグとお色気で必笑特番!!             |                                                               |
| 26 | 5月9日          | 今夜も特番!! ギャグ&どっきり           |                                                               |
| 27 | 5月23日         | 漫才！コント！どっきり!? 笑いの特集版  |                                                               |
| 28 | 6月13日         | （なし）                               | 雨傘番組。ナイター中継「巨人×ヤクルト」戦の雨天中止に伴い放送 |
| 29 | 6月20日         | ギャグ漫才BIG3笑いの決闘!!             |                                                               |
| 30 | 7月4日          | プールで特番!! 爆笑パワーで大決戦      |                                                               |
| 31 | 8月29日         | 独占!! マンザイ御三家対決競演          |                                                               |
| 32 | 9月5日          | お笑い秋の陣開幕                       |                                                               |
| 33 | 9月19日         | 必見!! 爆笑ニューパワー大爆笑          |                                                               |
|    | 9月26日         | （なし）                               | 雨傘番組。ナイター中継の実施により未放送                      |

参考：『朝日新聞縮刷版』朝日新聞社、1980年10月18日 - 1981年9月26日付のラジオ・テレビ欄。